# Lakkundi, Gadag
Lakkundi là một làng thuộc tehsil Gadag, huyện Gadag, bang Karnataka, Ấn Độ.